# Romaissa Belbiod
Romaissa Belbiod (ur. 28 stycznia 1991) – algierska lekkoatletka specjalizująca się w skoku w dal.
W 2011 zdobyła brązowy medal igrzysk afrykańskich oraz złote krążki mistrzostw panarabskich i igrzysk panarabskich. Stawała na podium mistrzostw Algierii.
Okazjonalnie startuje w biegu na 100 metrów przez płotki – w tej konkurencji wywalczyła brązowy krążek igrzysk panarabskich w 2011.
Rekord życiowy: 6,56 (4 czerwca 2016, Šamorín).

## Osiągnięcia
| Rok  | Impreza                          | Miejsce              | Pozycja    | Wynik |
| ---- | -------------------------------- | -------------------- | ---------- | ----- |
| 2011 | Igrzyska afrykańskie             | Maputo               | 3. miejsce | 6,46  |
| 2011 | Mistrzostwa panarabskie          | Al-Ajn               | 1. miejsce | 6,03  |
| 2011 | Igrzyska panarabskie             | Doha                 | 1. miejsce | 6,07  |
| 2015 | Mistrzostwa panarabskie          | Madinat Isa (Manama) | 1. miejsce | 6,37  |
| 2015 | Igrzyska afrykańskie             | Brazzaville          | 2. miejsce | 6,30  |
| 2017 | Igrzyska solidarności islamskiej | Baku                 | 1. miejsce | 6,33  |